# 포곡도서관
포곡도서관은 경기도 용인시 처인구 포곡읍 삼계리 소재의 도서관이다.

## 연혁
- 2005.05.10 포곡도서관 착공
- 2006.05.31 포곡도서관 준공
- 2006.06.23 포곡도서관 건물 인수
- 2006.11.15 포곡도서관 개관
- 2008.03.03 2007년 경기도 공공도서관 평가 우수도서관 수상
- 2009.03.02 생활 속 열린 문화공간 "채움갤러리" 공개
- 2009.07.14 포곡도서관 유아실 증축
- 2010.03.12 열람실 좌석관리시스템 좌석연장제 운영
- 2011.11.15. 포곡도서관 개관5주년 행사

## 시설현황
- 3층: 열람실, 전시실 - 채움
- 2층: 종합자료실, 디지털자료실, 사서실
- 1층: 어린이자료실, 사무실
- 지하1층: 시청각실, 세미나실 - 별하실, 세미나실 - 별솔실, 휴게실, 기계실

## 이용 안내
휴관일
- 정기휴관일: 매월 1·3번째 월요일 및 명절(신정, 설연휴, 추석연휴): 시설 전체 휴관
- 법정공휴일: 열람실만 개방(09:00~18:00)
  - 단, 일요일은 제외. (일요일은 열람실 및 자료실 운영)
- 임시휴관일: 도서관의 특별한 사정으로 인한 휴관